# Clematis lancifolia
Clematis lancifolia är en ranunkelväxtart som beskrevs av Louis Édouard Bureau och Franch.. Clematis lancifolia ingår i släktet klematisar, och familjen ranunkelväxter. Utöver nominatformen finns också underarten C. l. ternata.